# April Jeanette
April Jeanette Mendez (19 de març de 1987, Nova Jersey) és una lluitadora professional estatunidenca que treballa per la WWE lluitant a la seva marca SmackDown, sota el nom de A.J.
Durant la seva estada a la Florida Championship Wrestling va aconseguir un regnat com a Reina de la FCW i un com a Campiona de Dives de la FCW, essent la primera lluitadora a haver aconseguit ambdós campionats femenins de la FCW.
Abans de treballar per la WWE va realitzar diverses promocions independents.

## Carrera

### WWE

#### 2009
El 5 de maig de 2009 va signar un contracte amb la WWE, sent enviada al seu territori de desenvolupament. El seu debut televisat va ser el 14 d'agost, sota el nom d'A. J. Lee, en un Fatal-4-way match on també participava Serena, Alicia Fox i Tiffany. El 22 d'agost va derrotar a Serena convertint-se en la Reina de la FCW.

#### 2010
El 29 de febrer de 2010 va retenir el seu títol contra Angela. Al juny va participar en un torneig que coronaria a la primera Campiona de Divas de la FCW, en la primera ronda va derrotar a Tamina, però a la semifinal va ser derrotada per Serena.
El 31 d'agost, en l'últim programa de la segona temporada de NXT Season 2 es va anunciar que competiria a la tercera temporada de NXT amb Primo com a mentor que l'acompanyaria. Va debutar com a face derrotant a Aksana i Goldust, amb Primo com a company de lluita. Va ser la quarta eliminada d'aquesta temporada de NXT.
El 12 de desembre de 2010 va perdre el seu títol enfront de Rosa Mendes. El 16 de desembre va derrotar a Naomi guanyant el Campionat de dives de la FCW, convertint-se en la primera diva a guanyar ambdós campionats femenins de la WWE.

#### 2011
El 13 de març en les gravacions de FCW va derrotar Naomi retenint el Campionat de Dives de la FCW. El 7 d'abril va perdre el campionat enfront de Aksana.
El 25 de maig va debutar a SmackDown on va fer equip amb Kaitlyn, van sortir acompanyades per Natalya, on foren derrotades per Alicia Fox i Tamina.

## En lluita
- Moviments finals
  - Shining wizard
  - Shiranui
- Moviments de Firma
  - Hurricanrana
  - Missile dropkick
  - Multiple arm drags
  - Spining heel kick
- Managers
  - Primo

## Campionats i triomfs
- Florida Championship Wrestling
  - Queen of FCW (1 vegada)
  - FCW Divas Championship (1 vegada)